# Theo wir fahr’n nach Lodz
Theo, wir fahr’n nach Lodz – pol. Teofilu, jedziemy do Łodzi - popularna niemieckojęzyczna piosenka o Łodzi.
Znana jest głównie w wersji zaśpiewanej przez niemiecką piosenkarkę greckiego pochodzenia – Vicky Leandros. Singel ukazał się na płycie winylowej w Niemczech w lipcu 1974 roku i szybko osiągnął rekordową liczbę sprzedanych egzemplarzy, nie schodząc z pierwszego miejsca najlepiej sprzedających się płyt przez kilkanaście tygodni.

## Historia utworu
Piosenka ta jest dużo starsza niż wersja w wykonaniu Vicky Leandros. Wywodzi się z XIX wieku, z czasów dynamicznego rozwoju Łodzi przemysłowej, która właśnie wtedy stała się domem dla setek tysięcy ludzi o różnym pochodzeniu i kulturze. Miasto było zamieszkiwane wówczas m.in. przez Polaków, Niemców, Żydów, Rosjan i Czechów. Okolice Łodzi były wtedy słabo rozwinięte i stanowiły kontrast dla rosnącej metropolii, stąd konwencja utworu: pochwała dla nowoczesnej Łodzi i krytyka zacofanego życia wiejskiego.
Pierwszą wersję piosenki stworzyli podłódzcy Żydzi, oddając w niej swoją tęsknotę za zabawą i życiem we włókienniczej metropolii. Początkowo refren brzmiał:
- Itzek, komm mit nach Lodz… (Icek, chodź ze mną do Łodzi…)

Potem znane były również inne przeróbki tekstu, np:
- Leo, wir geh'n nach Lodz, wir bau'n ein Haus und eine Fabrik… (Poldek, jedziemy do Łodzi zbudować dom i fabrykę…)

Ta skoczna piosenka z ironicznym tekstem była bardzo popularna na początku XX wieku wśród łódzkich Żydów. W latach 70. XX wieku dzięki interpretacji Vicky Leandros piosenka zaskarbiła sobie również serca Niemców, na ogół nieświadomych pochodzenia utworu. Od 1974 roku przebój ten jest wciąż popularny i zawsze grany na koncertach artystki. Piosenka ta połączyła kultury Żydów, Niemców i Polaków, a nawet Greków za sprawą pochodzenia piosenkarki, nawiązując tym samym do wielokulturowej tradycji przedwojennej Łodzi.

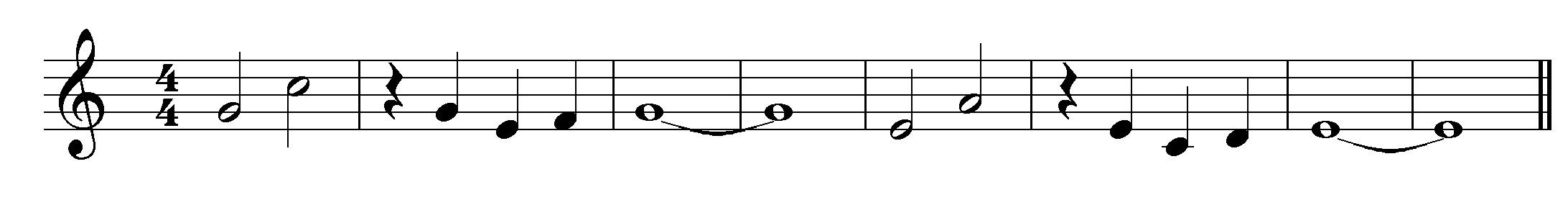
Zapis nutowy pierwszych taktów piosenki

Po niemieckojęzycznym wariancie utworu pojawiły się również angielskojęzyczne wersje, np. amerykańska: Henry, Let's Go To Town i brytyjska: Danny, Teach Me To Dance śpiewane przez Vicky Leandros. Melodia pojawiła się również jako motyw przewodni w trzynastoodcinkowym serialu emitowanym w Niemczech i Austrii pt. Der brave Soldat Schwejk (Dzielny wojak Szwejk) wyreżyserowanym przez Wolfganga Liebeneinera z Fritzem Muliarem w roli głównej. Melodia wraz z tekstem była również często parodiowana przez niemieckiego komika Otto Waalkesa.

## Film reklamowy
W marcu 2009 roku film turystyczno-reklamowy Theo, wir fahr’n nach Łódź zdobył II nagrodę w kategorii „Turystyka miejska” na odbywających się w Berlinie Międzynarodowych Targach Turystycznych ITB. W konkursie udział wzięły 94 filmy z 43 krajów. Oceniało je 40-osobowe międzynarodowe jury złożone z przedstawicieli ambasad, organizacji turystycznych i filmowców.